# サムニウム人からの賄賂を拒むデンタトゥス
『サムニウム人からの賄賂を拒むデンタトゥス』（サムニウムじんからのわいろをこばむデンタトゥス、オランダ語: Marcus Curius Dentatus weigert de geschenken der Samni）は、オランダ黄金時代の画家ホーファールト・フリンクにより1656年に描かれた絵画。古代ローマ（共和政ローマ）の執政官であるマニウス・クリウス・デンタトゥスが、サムニウム人からの金銀財宝の賄賂を断り蕪を手にする場面を描いている。アムステルダム市庁舎（現在のアムステルダム王宮）向けに描かれた絵画で、現在もアムステルダム王宮の旧市長室に飾られている。
賄賂として描かれている金銀財宝の中には、オランダ黄金時代の銀細工師であるアダム・ファン・フィアネン作の水差し（Memorial Guild Cup、1614年作）も描かれている。

## 由来

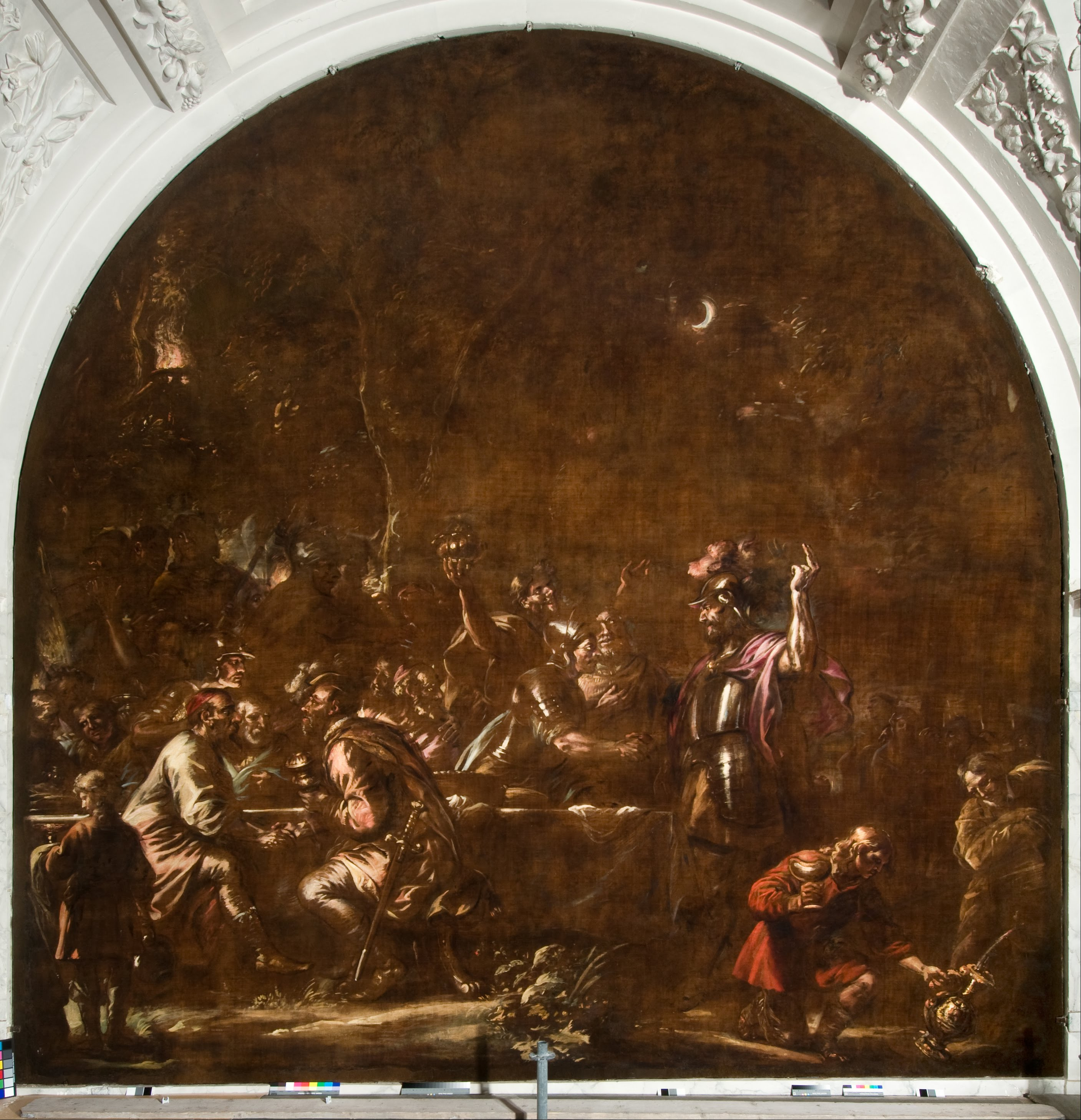
唯一残されたルネットの壁画

この作品は、フェルディナント・ボルが1652年に描いた『ガイウス・ファブリキウスに象を見せるピュロス』の対になる作品として描かれた。 アムステルダムの新市庁舎を建設する際、「善き統治」を象徴する場面を芸術家たちに描かせ腕を競わせたものとみられている。市庁舎はホラント王国時代にフランスの占領を受けルイ・ボナパルトの宮殿として再利用されたが、この絵画とボルの絵画の2枚は数世紀にわたり宮殿内に残りつづけていたことから、この2枚がコンペティションの通過作だったと考えられる。
フリンクはこの作品でボルよりも高い評価を得たと思われ、この作品の完成後も引き続き市庁舎ギャラリーのルネット部分の壁画も依頼されている。 しかしフリンクは1660年に急死したため、完成した壁画は一つに留まっている。

## 解説

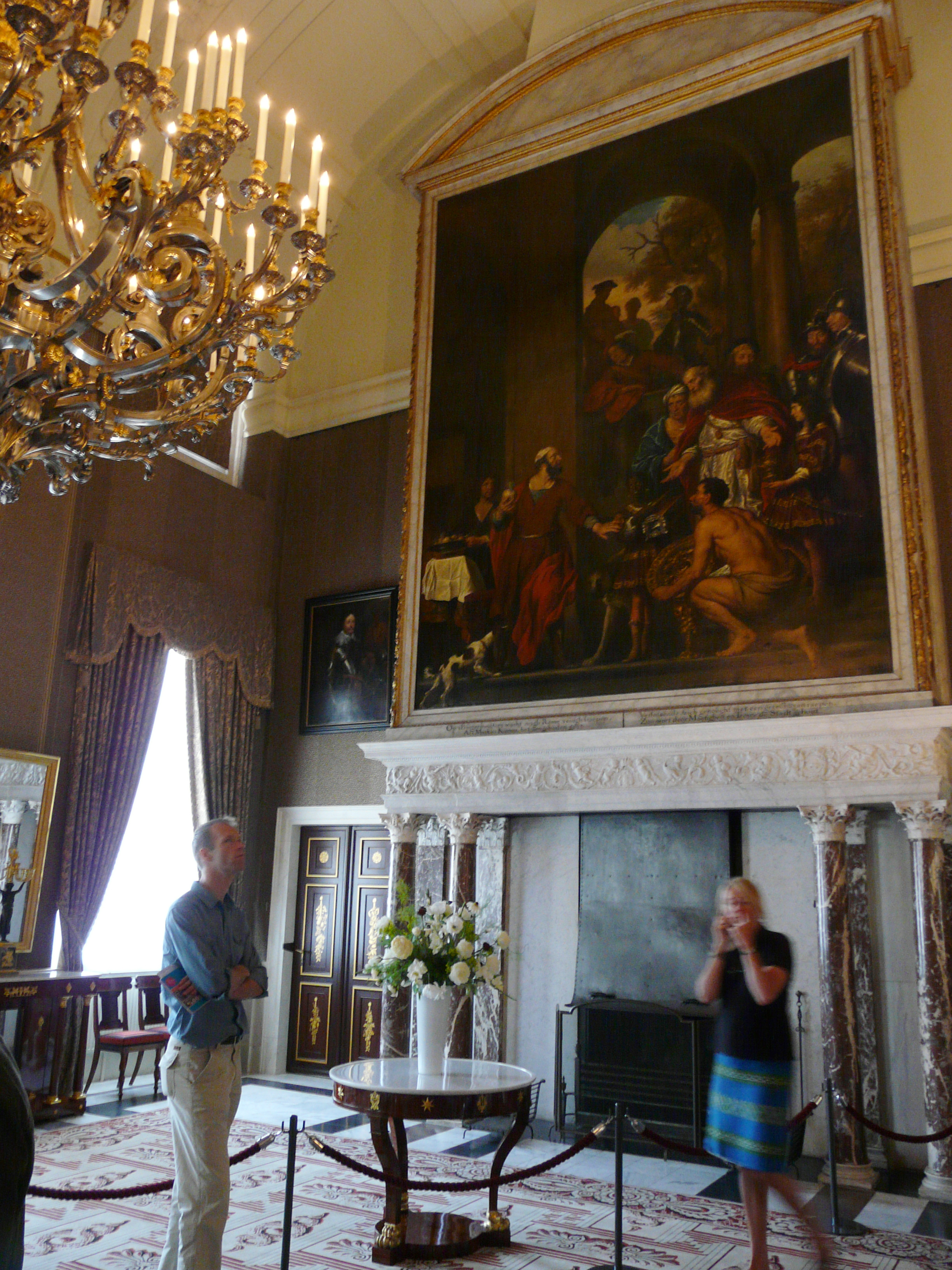
市長室に飾られている様子

この絵は当時の出来事と歴史上の英雄的事項を対比するという人気のあった題材に基づいているが、1652年に全焼してしまった旧市庁舎にも同じ題材の絵が飾られていたかどうか定かではない。 構図の左では召使が焼いた蕪を大皿に乗せてテーブルに置こうとしているところで、デンタトゥスは振り返りながら左手で申し出を断る仕草をしている。 彼の飼い犬は何が起こっているのかと見つめており、12人の使者はデンタトゥスが全く興味を示さない事に驚いている。右下の半裸の召使はファン・フィアネン作の水差しの上にプラッター (大皿）を持ち上げている。この水差しは何度も絵画に登場しているが、これほど大きく描いている絵は他になく、ちょうど目線の行く場所に描かれており、絵の由来を示す詩の真上にある。 この絵は市長室の暖炉飾りの上に掛けられている。
この作品以降にも同じ題材を描いた絵画が複数存在するが、そのうちヤン・ステーンが描いた作品については、美術史家のコルネリス・ホフステーデ・デ・フロートによって『独裁官に任命されるキンキナトゥス』という別人・別題材の名称で解説されたことがある。

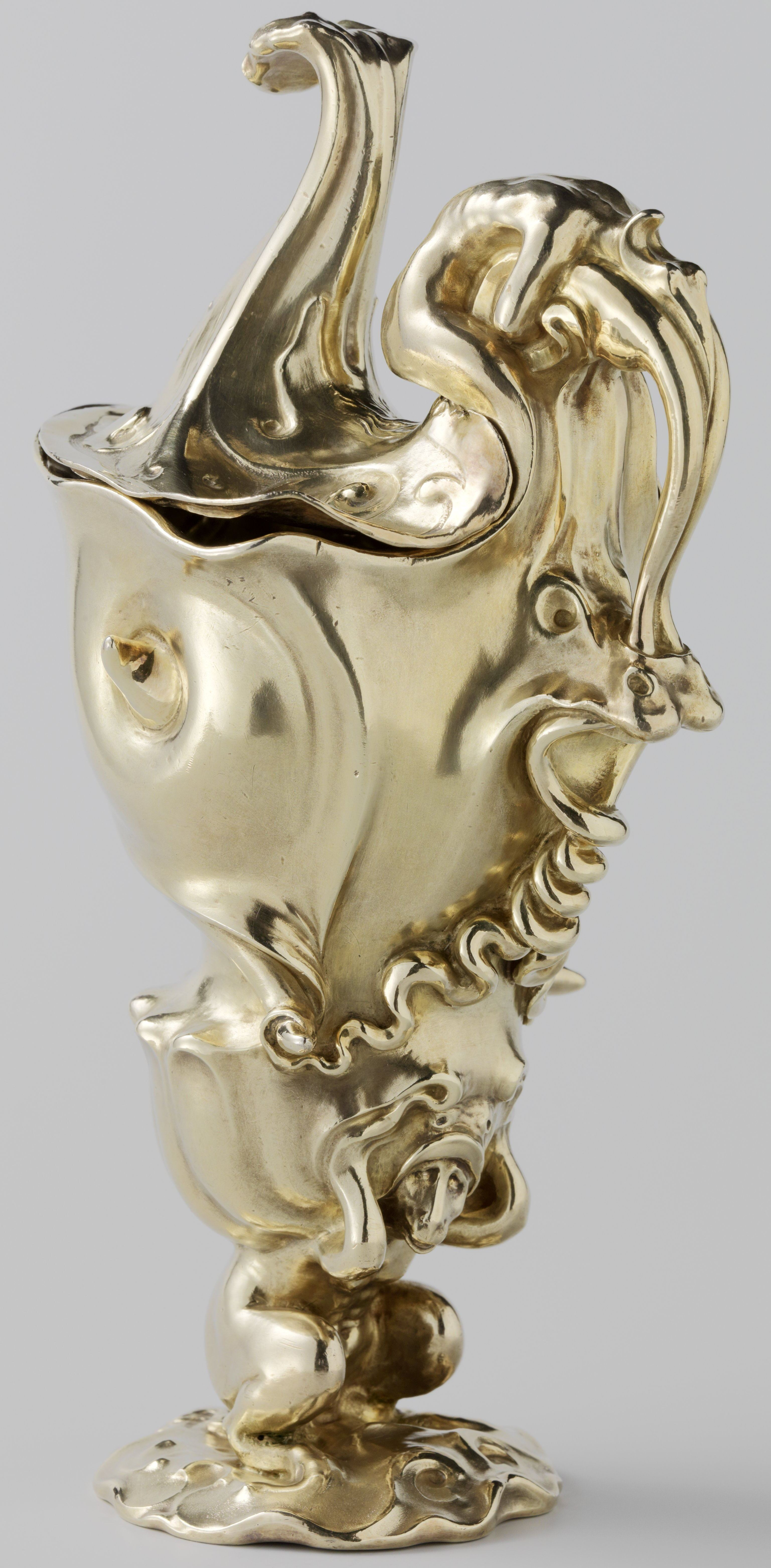
ファン・フィアネンの水差し
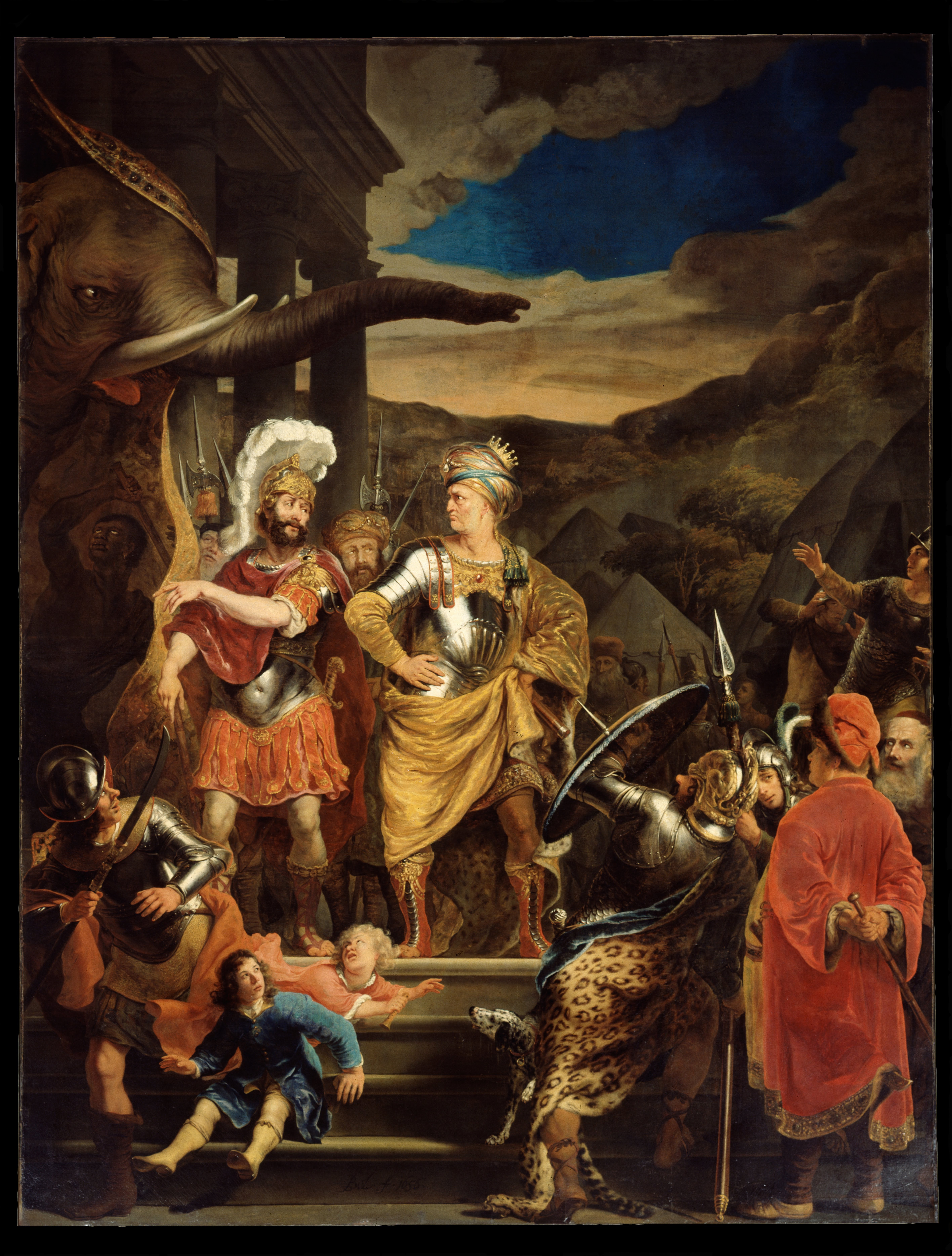
対になるボルの作
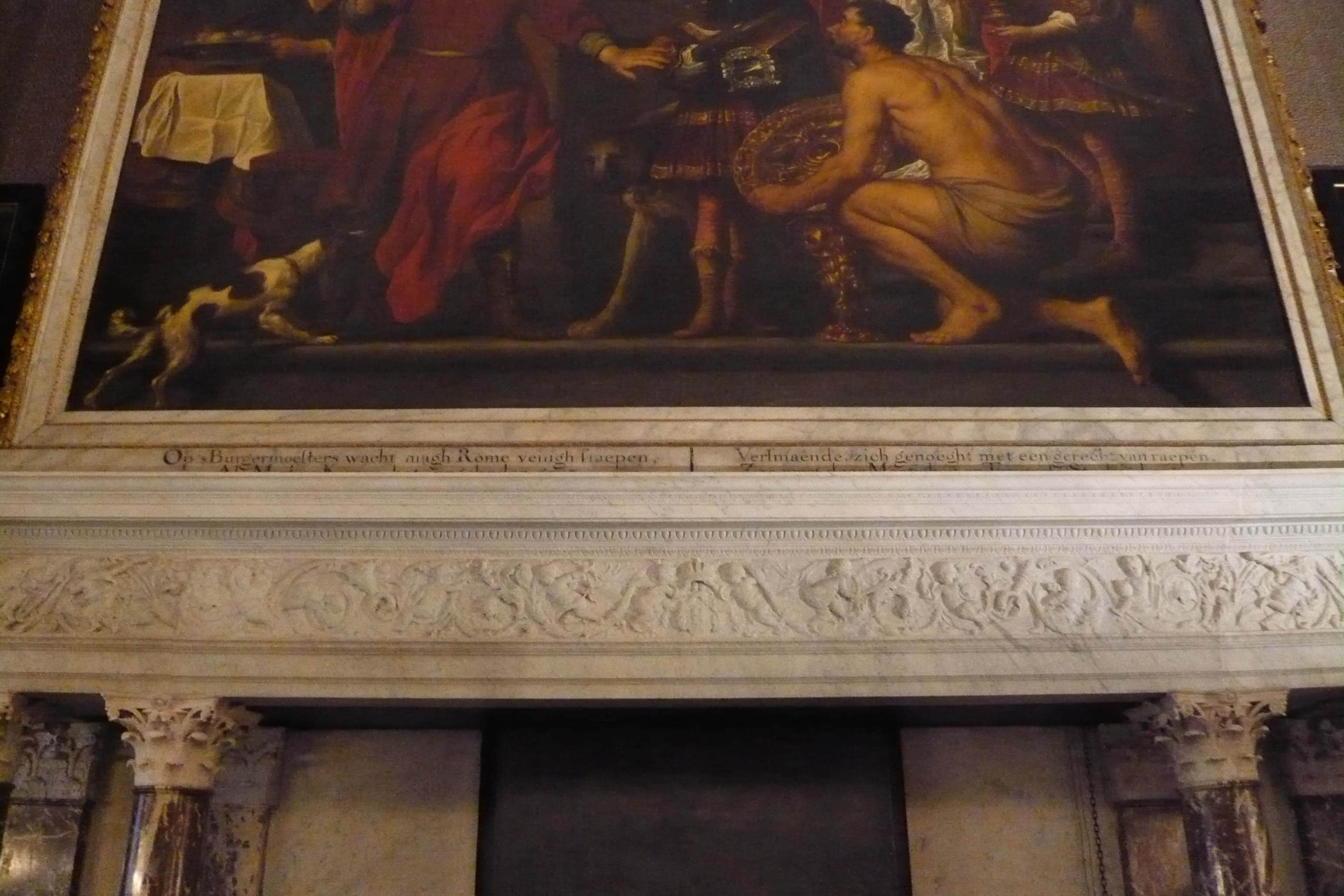
詩の書かれた部分
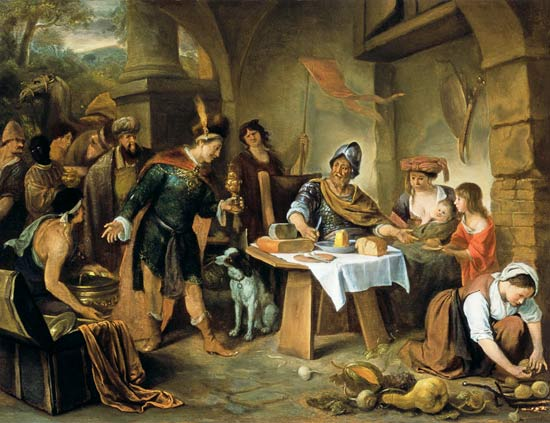
ヤン・ステーンによる別バージョンの絵画